# Stăvilar

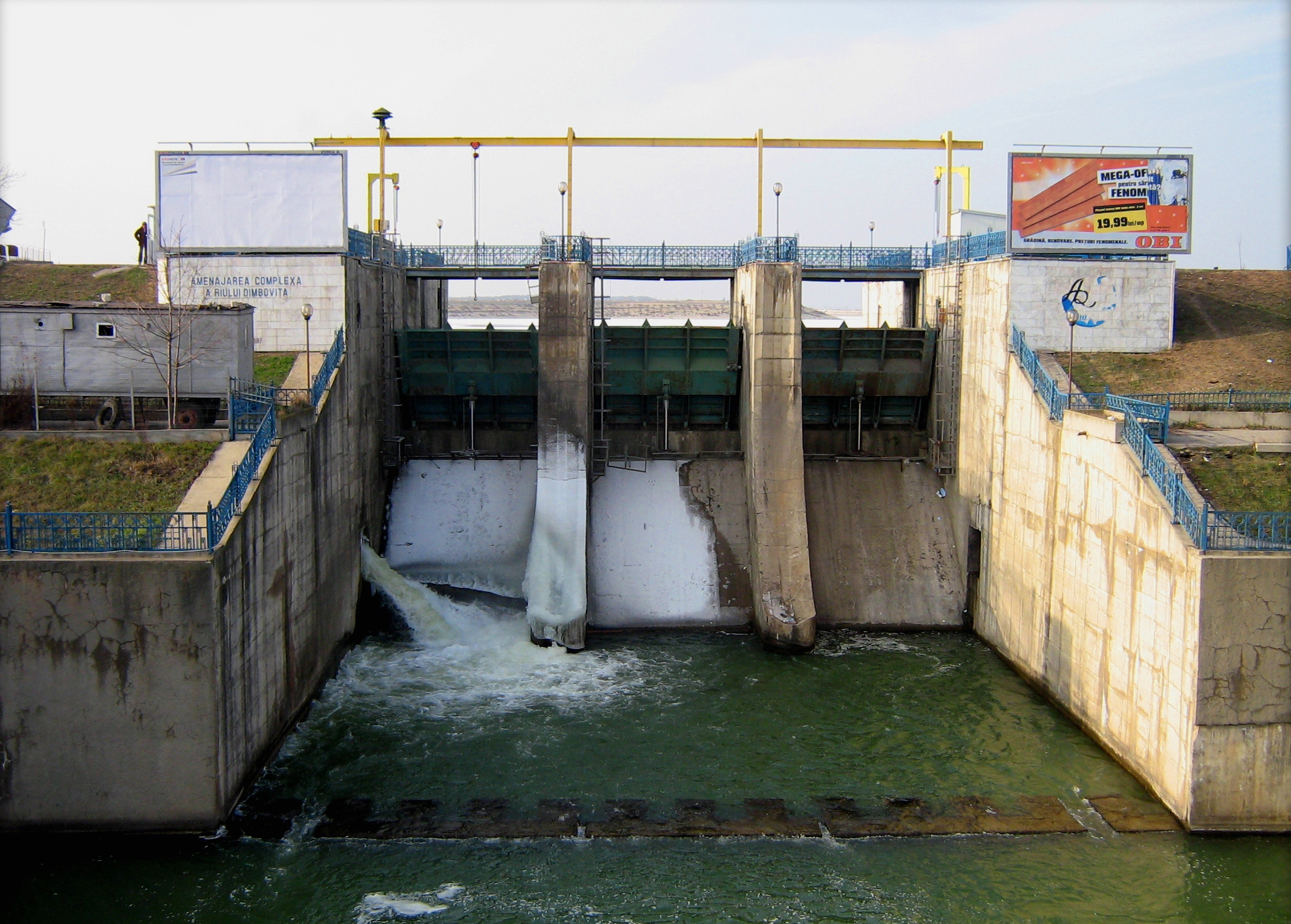
Stăvilarul Ciurel, Lacul Morii, București

Stăvilarul este o construcție hidrotehnică amplasată pe canale sau cursuri de apă având rolul de reglare a debitelor vitezelor și nivelurilor. Un stăvilar de dimensiuni mai mici cu ajutorul căruia se poate evacua apa din heleșteie, lacuri sau bazine artificiale în vederea primenirii ei se numește călugăr (din slavonul „kalugerŭ”). 
Din punct de vedere constructiv stăvilarele se deosebesc astfel:
- cu ace, realizate din grinzi (ace) verticale sau înclinate, rezemate la partea inferioară pe radier, iar la partea superioară pe o grindă;
- tubulare, executate dintr-un tub prevăzut frontal cu o vană sau o stavilă plană;
- dreptunghiulare, executate din beton monolit, cu secțiunea de scurgere dreptunghiulară.

După funcția îndeplinită stăvilarele pot fi:
- de priză (de distribuție), situate în partea frontală a unui canal cu rolul reglării debitelor captate;
- de remuu și compartimentare, situate de-a lungul canalelor, având un rol dublu: de alimentare pe bază de remuu în amonte și reglarea sau întreruperea debitelor în aval;
- de reglare a debitelor și nivelurilor, amplasate pe canalele mari, cu rolul reglării nivelurilor în amonte și aval și a debitelor în aval;
- de golire, amplasate în punctele cele mai joase ale canalelor, frecvent pe tronsoanele terminale, pentru golirea rețelei.

Operația de închidere și deschidere a stăvilarelor se realizează cu ajutorul stavilelor.

## Legături externe
- „Stăvilar” la DEX online